# Wilhelm Sjögren
Karl Johan Wilhelm Sjögren, född 10 april 1866 i Visby domkyrkoförsamling, Gotlands län, död 12 mars 1929 i Oscars församling, Stockholms län, var en svensk jurist.
Sjögren blev 1884 student, 1888 filosofie doktor, 1892 juris kandidat, 1894 docent, 1896 extra ordinarie professor, 1898 professor i rättshistoria och 1907 professor i civilrätt, allt vid universitetet i Uppsala, 1900 promoverades han där till juris hedersdoktor, och 1909 utnämndes han till justitieråd. Han tillhörde 1915–1916 Lagrådet och lämnade 1918 Högsta domstolen för att inträda i Lagberedningen som dess ordförande. Sjögren blev ledamot av Humanistiska vetenskapssamfundet i Uppsala 1901, hedersledamot av Vitterhets-, historie- och antikvitetsakademien 1918 och ledamot av Vetenskapsakademien 1922.
Sjögren intog en ledande ställning inom svensk rättsvetenskap. Från början filosof (sin doktorsavhandling skrev han Om den dialektiska metodens ställning i Hegels logik, 1887), behandlade han i sina tidigare arbeten mer abstrakt rättsvetenskapliga spörsmål, särskilt i docentavhandlingen Om rättsstridighetens former med särskild hänsyn till skadeståndsproblemet (1894). Hans senare författarskap faller till väsentlig del inom rättshistoriens område, där han presterade bland annat Bidrag till en undersökning af kontraktsbrotten enligt Sveriges medeltidslagar (1896) och Bidrag till den svenska exekutivprocessens historia (i "Tidsskrift for retsvidenskab", 1901); i denna tidskrift (av vars redaktion han blev medlem 1906) publicerades även åtskilliga andra resultat av hans rättshistoriska undersökningar, bland annat Om den fornsvenska skuldprocessens grundformer (1898), och De fornsvenska kyrkobalkarna (1904). Efter offentligt uppdrag utgav han Förarbetena till Sveriges rikes lag 1686–1736 (åtta band, 1900–1909). Åren 1904–1909 biträdde han Lagberedningen vid revisionen av Jordabalken. Inom den svenska civilrättens område skrev han bland annat (i "Tidsskrift for retsvidenskab", 1914) om Fiduciariska lösöreköp. Sjögren är begravd på Norra begravningsplatsen utanför Stockholm.

## Utmärkelser
- Kommendör av första klassen av Nordstjärneorden, 6 juni 1912.[3]